# Jean de Haynin (jésuite)
Jean de Haynin, né le 14 juillet 1633 à Ath (Belgique) et mort le 29 mai 1682 à Macao (Chine) est un prêtre jésuite des Pays-Bas méridionaux, missionnaire en Chine (particulièrement à Macao).

## Biographie
Issu d'un illustre famille du Hainaut Jean de Haynin obtient sa maîtrise ès arts à Douai (alors dans les Pays-Bas méridionaux) et étudie le droit et la théologie à l'Université catholique de Louvain. À l’âge de 20 ans il entre dans la Compagnie de Jésus (9 juin 1653) et fait son noviciat à Tournai.
À peine ordonné prêtre (en 1665), sans doute à Douai, il est envoyé à Lisbonne où il doit accompagner Jean-Baptiste Maldonado en Inde et Macao. Une grave maladie retarde son départ : il quitte Lisbonne le 27 février 1667. Arrivé en 1668 à Macao il est prédicateur et confesseur. Son départ pour d’autres terres de mission - Chine impériale, Japon, ou avec Maldonado au Siam - est plusieurs fois différé car ses services sont jugés indispensables au collège Saint-Paul de Macao.    
De Haynin est l’assistant du provincial durant trois ans, mais de douloureuses et fréquentes attaques de goutte réduisent ses activités. Il n’en continue pas moins son travail pastoral à Macao jusqu'à sa mort qui survient le 29 mai 1682. Il n'a que 48 ans.

## Source
- J.W. Witek: Article Jean de Haynin dans Diccionario historico de la Compañia de Jesús, vol.II, Roma, IHSI, 2001, p.1891.